# Arabelle (bande dessinée)
Arabelle est une série de bande dessinée, du nom de son héroïne, une sirène de fiction. Cette série, créée par Jean Ache, est publiée notamment dans France-Soir de 1950 à 1962, et dans Tintin de 1972 à 1977.

## Trame
Arabelle est la dernière sirène vivante. Elle souhaite vivre parmi les humains, et rencontre un chirurgien, H.G.V. Bimbleton, qui lui greffe une paire de jolies jambes.
Elle connaît alors des aventures empreintes de tendresse et de poésie, en compagnie de Fleur-Bleue, son amoureux, et de Kouki, un petit singe.

## Publications

### Périodiques
Publiée à partir de 1950 sur une pleine page dans France-Soir, Arabelle est une des séries les plus célèbres de la grande presse. Elle paraît ainsi dans France-Soir pendant douze ans, jusqu'en 1962.
La série est ensuite relancée dans Tintin à partir de 1972. Mais elle y connaît moins de succès et cesse d'y être publiée en 1977.

### Albums
- Paris by Night, Denoël, 1964
- La Dernière Sirène, Glénat, 1978 (ISBN 2-7234-0083-2)[3].